# Longford Town Football Club
Maillots
Actualités
Dernière mise à jour : 14 mai 2024.
Le Longford Town Football Club est un club de football irlandais basé à Longford.

## Historique
- 30 Novembre 1923 : Création du club
- 2001 : 1re participation à une Coupe d'Europe (C3, saison 2001/02)
- 2007 : Relégation en First Division (D2 irlandaise)
- 2014 : Promotion en Premier Division*

## Bilan sportif

### Palmarès
- Coupe d'Irlande
  - Vainqueur : 2003, 2004
  - Finaliste : 2001

- Coupe de la Ligue irlandaise
  - Vainqueur : 2004
- Championnat de First Division:
  - Champion : 2014

### Bilan européen
Note : dans les résultats ci-dessous, le score du club est toujours donné en premier.
| Saison    | Compétition | Tour           | Club            | Domicile | Extérieur | Total |
| --------- | ----------- | -------------- | --------------- | -------- | --------- | ----- |
| 2001-2002 | Coupe UEFA  | Premier tour Q | Litex Lovetch   | 1 - 1    | 0 - 2     | 1 - 3 |
| 2004-2005 | Coupe UEFA  | Premier tour Q | FC Vaduz        | 2 - 3    | 0 - 1     | 2 - 4 |
| 2005-2006 | Coupe UEFA  | Premier tour Q | Carmarthen Town | 2 - 0    | 1 - 5     | 3 - 5 |

Légende
- Victoire ou qualification pour le tour suivant
- Match nul
- Défaite ou élimination de la compétition

## Personnalités du club

### Anciens joueurs
- Alvin Rouse
- Jeff Clarke
- Avery John
- Ayman Ben Mohamed

### Entraîneurs
- 2009-2016 :  Tony Cousins
- 2022- : Stephen Henderson